# Laganum boninense
Laganum boninense is een zee-egel uit de familie Laganidae.
De wetenschappelijke naam van de soort werd in 1948 gepubliceerd door Theodor Mortensen.